# Агайдар
Агайдар (каз. Ақайдар) — село в Амангельдинском районе Костанайской области Казахстана. Входит в состав Карасуского сельского округа. Код КАТО — 393459200.

## Население
В 1999 году население села составляло 124 человека (69 мужчин и 55 женщин). По данным переписи 2009 года, в селе проживало 110 человек (54 мужчины и 56 женщин).